# 812

## Události
- Capitularie de villis vel curtis imperii – nařízení Karla Velikého o zřízení a udržování královských statků. Vyjmenovávají se v něm všechny rostliny, které se mají podle nařízení a přání panovníka pěstovat. Jde o ovoce, zeleninu, koření a léčivé rostliny.

## Narození
- ? – Donald I., král skotský († 13. dubna 862)

## Hlavy státu
- Papež – Lev III. (795–816)
- Anglie
  - Wessex – Egbert
  - Essex – Sigered (798–825)
  - Mercie – Coenwulf (796–821)
- Franská říše – Karel I. Veliký (768–814)
- První bulharská říše – Krum
- Byzantská říše – Michael I. Rangabe (811–813)
- Svatá říše římská – Karel I. Veliký